# Бипен
Бипен (њем. Bippen) општина је у њемачкој савезној држави Доња Саксонија. Једно је од 34 општинска средишта округа Оснабрик. Према процјени из 2010. у општини је живјело 3.033 становника. Посједује регионалну шифру (AGS) 3459011.

## Географски и демографски подаци
Бипен се налази у савезној држави Доња Саксонија у округу Оснабрик. Општина се налази на надморској висини од 60 метара. Површина општине износи 79,2 km².

## Становништво
У самом мјесту је, према процјени из 2010. године, живјело 3.033 становника. Просјечна густина становништва износи 38 становника/km².